# La Huerta, Tacámbaro
La Huerta är en ort i Mexiko.   Den ligger i kommunen Tacámbaro och delstaten Michoacán de Ocampo, i den södra delen av landet, 250 km väster om huvudstaden Mexico City. La Huerta ligger 1 096 meter över havet och antalet invånare är 571.
Terrängen runt La Huerta är huvudsakligen kuperad, men åt nordväst är den bergig. Runt La Huerta är det ganska glesbefolkat, med 45 invånare per kvadratkilometer. Närmaste större samhälle är Puruarán, 1,0 km väster om La Huerta. I omgivningarna runt La Huerta växer huvudsakligen savannskog.